# Delphacodes stigmaticalis
Delphacodes stigmaticalis är en insektsart som först beskrevs av Curtis 1837.  Delphacodes stigmaticalis ingår i släktet Delphacodes och familjen sporrstritar. Inga underarter finns listade i Catalogue of Life.